# Naturalisme (philosophie)
Pour les articles homonymes, voir Naturalisme.
En philosophie, le naturalisme est la conception d'après laquelle tout ce qui existe – objets et événements – peut être expliqué par des causes ou des principes naturels. Écartant toute forme de transcendance, le naturalisme conçoit l'activité philosophique dans le prolongement de l'activité scientifique.
Le naturalisme ne doit être confondu ni avec le matérialisme, ni avec la Naturphilosophie de l'idéalisme allemand qui, au début du XIXe siècle, prétendait donner une explication métaphysique à l'évolution du monde. Le matérialisme implique une forme de naturalisme mais l'inverse n'est pas vrai. En effet, le naturalisme n'est pas, contrairement au matérialisme, une position métaphysique sur la nature même du réel. Historiquement toutefois, ces deux conceptions du monde se sont développées conjointement.
Le naturalisme s'inscrit aujourd'hui en grande partie dans le contexte de la philosophie analytique qui, depuis son tournant « ontologique », ne consiste plus uniquement en l’analyse logique du langage mais, plus largement, en un discours argumentatif visant la compréhension du monde et de nous-mêmes en accord avec les données des sciences de la nature.

## Origine et histoire
Le naturalisme s'inscrit dans une longue histoire, qui remonte à l'Antiquité, mais il est aussi devenu l'un des plus importants mouvements philosophiques actuels, largement prédominant dans les pays de langue anglaise. En France, nombre de scientifiques partagent aujourd'hui une perspective naturaliste, notamment dans le domaine des sciences cognitives et de la neurologie.

### Le naturalisme dans l'Antiquité
Dans l'Antiquité grecque et romaine, certains philosophes comme les stoïciens et les atomistes (Démocrite et Épicure notamment) refusent toute implication de forces ou d'entités surnaturelles. Pour eux, les dieux ne peuvent avoir un effet dans le monde naturel que s'ils font eux-mêmes partie du monde naturel. Il en va de même de l'âme humaine dont la notion est soit rejetée, soit « naturalisée ».
Les stoïciens, en particulier, justifient la succession des causes et des conséquences (nexus causarum) par une conception intégralement déterministe du monde s'appuyant sur la notion de « destin ».

### Le naturalisme moderne
Dans la filiation de René Descartes, Baruch Spinoza est parfois considéré comme le premier des philosophes naturalistes modernes dans la mesure où il est le premier à définir clairement la nature en tant que somme de tout ce qui existe et à refuser explicitement tout recours à des causes extérieures dans l'explication du monde.

### Le naturalisme contemporain
En philosophie contemporaine, on qualifie généralement de « naturaliste » le partisan de la famille de théories pour lesquelles des entités métaphysiques ou des normes d’un type donné (principes logiques, mathématiques, éthiques ou cognitifs) sont entièrement réductibles aux genres d’objets ou aux lois étudiés dans les sciences naturelles (physique, biologie, psychologie, etc.). Le psychologisme, qui fut combattu avec force par les pionniers de la philosophie analytique et de la phénoménologie (à savoir, respectivement Frege et Husserl), peut être vu comme un dérivé du naturalisme philosophique.
W. V. O. Quine est, dans une large mesure, responsable de la prééminence actuelle du naturalisme chez les philosophes anglo-saxons car il a su en définir précisément la méthode et a développé une réflexion à son propos. Il fut sans doute le naturaliste le plus systématique et le plus intransigeant du XXe siècle. Le naturalisme correspond chez lui à l’idée selon laquelle il n'existe pas de tribunal plus haut de la vérité que la science elle-même. Il n'y a par conséquent pas de meilleure méthode que la méthode scientifique pour juger des affirmations de la science, et il n'est nul besoin pour ce faire d'avoir recours à une « philosophie première » telle que la métaphysique ou l'épistémologie. Par ailleurs, il n'existe pour Quine aucun point de vue supra-scientifique ou transcendant qui nous permette d'en savoir plus que ce que nous apprend notre dernière et meilleure science.
Si de nombreux philosophes ont contribué au naturalisme et ont accepté la position générale de Quine, sa conception a néanmoins suscité de nombreuses réponses critiques de la part de ses successeurs. Une grande partie de la philosophie analytique de la seconde moitié du XXe siècle fut même élaborée en opposition directe à Quine. La liste des philosophes naturalistes l'ayant critiqué inclut des auteurs aussi significatifs que Saul Kripke, Jaakko Hintikka, David K. Lewis, Jerry Fodor ou Hilary Putnam. À des degrés différents, tous ces philosophes ont émis des objections contre les implications du naturalisme de Quine, notamment contre certaines conséquences radicales comme son béhaviorisme strict au regard de la vie mentale et son rejet de notions équivoques comme la notion de possibilité.

## Monisme et rejet de la transcendance
L'idée que le monde est un et causalement clos (sans cause extérieure) est une revendication centrale du naturalisme philosophique depuis ses origines : aucun événement dans le monde ne peut être causé par quelque chose qui se trouverait en dehors du monde naturel.
Selon David M. Armstrong, le naturalisme philosophique est une forme de monisme philosophique qui possède deux volets, l'un ontologique (concernant ce qui existe) et l'autre épistémologique (concernant le savoir). Du point de vue ontologique, le naturalisme soutient qu'il n'existe rien en dehors de la nature, tandis que sur le plan épistémologique, il affirme que les sciences de la nature sont les seules voies d'accès à la connaissance authentique. Présenté sous sa forme la plus succincte, le naturalisme est donc la combinaison de deux principes essentiels :
1. Le monde naturel est tout ce qui est, et son existence ne requiert aucune cause surnaturelle ou supra-naturelle (principe ontologique) ;
2. Nous ne possédons aucune source non naturelle de connaissance (principe épistémologique).

### Thèses ontologiques
L'ambition ontologique du naturalisme est de développer une vision cohérente et complète de la nature sur la base des théories scientifiques. David M. Armstrong et David K. Lewis comptent parmi les principaux philosophes à y avoir contribué. Ce projet est qualifié de « naturalisme métaphysique » par certains auteurs, notamment par Richard Carrier, Martin Mahner et Michael Esfeld, au sens où il s'appuie sur l'idée que tout ce qui « existe » appartient à la nature, entendue comme monde spatio-temporel régi par des lois.
La première thèse ontologique du naturalisme est négative : le naturalisme rejette en effet la notion de transcendance. L'univers, et toutes les entités qui le composent, recouvre tout ce qui existe et il n'existe donc pas de causes surnaturelles ou supra-naturelles susceptibles de l'expliquer. Aussi le naturalisme conçoit-il l'homme comme une production de la nature qui n'a pas d'autre justification que les causes naturelles qui l'ont amené à l'existence (on parle ainsi de production « incidente » : l'homme est un élément à part entière de la nature et n'est donc pas un produit « dérivé » de la nature).
Depuis Charles Darwin, les naturalistes expliquent toute production vivante par l'évolution sans intervention supra-naturelle et sans téléologie ou dessein intelligent : toutes les formes organisées de la vie, jusqu'aux plus élevées, sont en dernière instance issues de la matière non vivante par un processus mécanique aveugle de transformation et d'organisation de cette matière. Selon le philosophe Daniel Dennett, c'est cette capacité de la théorie darwinienne à expliquer la vie sans recours à des entités ou des principes transcendants qui lui confère sa force et sa validité. Le darwinisme est une réponse à la question de l'origine qui constitue pour Daniel Dennett et les philosophes naturalistes d'aujourd'hui un authentique modèle d'explication naturaliste.

### Thèses épistémologiques
Les naturalistes stricts (ou « quinéens ») s'opposent aux philosophes qui prétendent que nous pouvons nous servir de certaines intuitions du sens commun comme point de départ de la réflexion philosophique. D'une manière générale, leurs critiques contre le sens commun et les intuitions philosophiques se déploient sur deux fronts :
1. Ils remettent en cause la validité du point de vue que nous offre l'introspection[9] ;
2. Ils rejettent la possibilité d'un point de vue transcendant sur le monde (ce que Hilary Putnam nomme ironiquement l'« œil de Dieu »).

Le premier point inscrit le naturalisme dans une tradition anti-cartésienne qui remonte à Spinoza et qui refuse l'idée selon laquelle il existerait un point de vue privilégié qui serait celui du « moi » sur ses propres états. Le second point fait du naturalisme un anti-dogmatisme philosophique. Dans sa forme la plus radicale, le naturalisme s'oppose à l'idée que les philosophes peuvent découvrir de manière a priori des vérités et il soutient qu'un énoncé philosophique n'est considéré comme vrai que de manière simplement provisoire. Aucune de nos connaissances n'est tenue pour sacrée ou intangible. Le naturalisme se distingue en ce sens du matérialisme philosophique qui est une position ontologique définitive.
Pour les naturalistes, notre meilleure vision de la réalité est celle qui nous est donnée par notre meilleure et dernière science. Pour eux, la philosophie n'est pas une activité plus fondamentale que les sciences de la nature. Les sciences naturelles et la philosophie sont ainsi perçues comme deux activités continues. Pour Quine en particulier, il n'y a aucune séparation véritable entre ces deux manières de comprendre le monde, de sorte que la réflexion philosophique ne comporte rien de particulièrement spécial ou d'unique, ce qui oblige le philosophe à une forme de modestie intellectuelle : « Je fais de la philosophie – reconnaît Quine – uniquement à partir du point de vue constitué par notre schéma conceptuel et notre époque scientifique, tous deux provinciaux, c'est vrai, mais je ne connais pas de meilleur chemin ».
Ecartant la transcendance aussi bien dans le champ épistémologique que dans celui de l'ontologie, les naturalistes préfèrent voir la philosophie et la science comme des activités collectives soumises aux mêmes normes élémentaires. Parce que ces activités sont liées, le naturaliste soutient notamment que la recherche et la découverte scientifiques permettent d'améliorer ou de réviser notre héritage philosophique. Il croit donc à la possibilité d'un certain progrès en philosophie.

## Naturalisme et sciences de la nature

### Rapport aux sciences
La perspective naturaliste conduit à accorder la philosophie aux données des sciences naturelles. Cet accord implique trois types d'exigences pour la philosophie :
1. Les données scientifiques doivent être intégrées à la réflexion philosophique ;
2. Les thèses philosophiques doivent être compatibles avec ces données ;
3. Le questionnement philosophique doit se formuler de façon à pouvoir recevoir une réponse provenant des sciences de la nature.

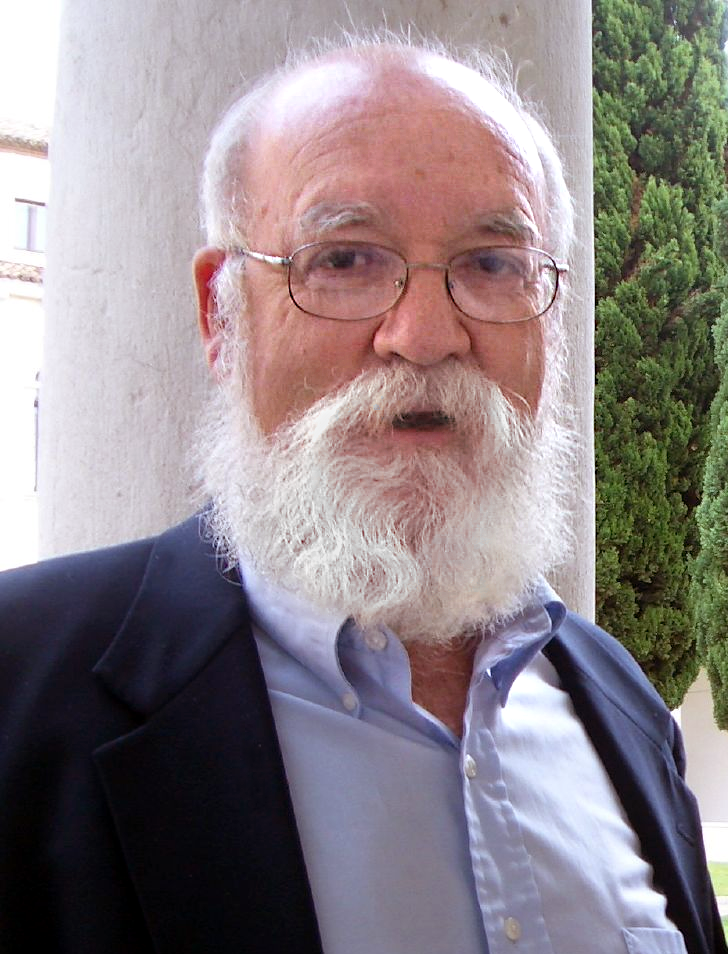
Pour Daniel Dennett (ici en 2006), les philosophes doivent s'assigner la tâche de clarifier et d'unifier les points de vue si souvent conflictuels des différentes branches de la science pour parvenir à les fondre dans une vision unique de l'Univers.

Daniel Dennett résume ainsi ces exigences dans sa définition du naturalisme, position qu'il défend lui-même :

« Ma perspective fondamentale est le naturalisme, l'idée que les investigations philosophiques ne sont pas supérieures, ni antérieures, aux investigations des sciences naturelles, mais recherchent la vérité en partenariat avec elles, les philosophes devant s'assigner la tâche de clarifier et d'unifier assez ces points de vue si souvent conflictuels pour les fondre dans une vision unique de l'Univers. »

Le naturalisme est parfois considéré par ceux qui le soutiennent comme une « supposition métaphysique », tacite de la science, ou comme un « postulat ontologique » et philosophique sur lequel elle fonde son développement. Cette thèse est notamment soutenue par Martin Mahner qui distingue deux interprétations possibles du rapport aux sciences de ce qu'il nomme indifféremment « naturalisme métaphysique ou ontologique » :

« Au sens faible, le NO [naturalisme ontologique] est simplement une partie des postulats métaphysiques sous-jacents à la science contemporaine comme résultat de contingences historiques ; de telle sorte qu'on pourrait remplacer le NO par son antithèse à tout moment et que la science continuerait à bien fonctionner […] Au sens fort, le NO est essentiel à la science ; c'est-à-dire que, si on l'enlevait de la métaphysique de la science, ce qu'on obtiendrait ne serait plus de la science. »

Il considère que le sens fort est à privilégier, parce que le devenir et le succès de la science sont liés selon lui aux thèses ontologiques du naturalisme.
En théorie, le naturalisme accorde, parmi les sciences, une position privilégiée à la physique. Plus exactement, il considère que les explications proprement physiques sont celles qui répondent le mieux aux exigences scientifiques d'explications par des causes et des lois. Parce que les causes et les lois physiques régiraient fondamentalement tous les phénomènes, les explications physiques qui s'appuient sur elles seraient les seules à pouvoir prétendre à l'universalité.

### Physicalisme
Dans la perspective naturaliste, le réductionnisme physicaliste (ou physicalisme) se trouve être la meilleure position ontologique que nous ayons trouvée à ce jour, meilleure par exemple que l'idéalisme, le vitalisme ou le dualisme.
Cet engagement ontologique en faveur de la physique part de l'idée que les théories physiques fondamentales et universelles se distinguent des théories des sciences spéciales. Ces dernières sont dites spéciales, et non pas universelles, parce que chacune d’elles concerne un domaine d’être limité, et parce qu’elles dépendent des théories de la physique fondamentale. Elles ne peuvent pas, en effet, décrire et expliquer les objets de leur domaine complètement, par leurs concepts propres, car elles sont obligées d’avoir recours à des concepts et des lois de la physique fondamentale. La biologie, par exemple, est un cas de science spéciale, portant sur les cellules et les organismes vivants. Or le recours aux entités biologiques et à leurs interactions causales ne suffit pas à expliquer la totalité des phénomènes biologiques, et les explications biologiques ne peuvent être des explications complètes.
Les théories physiques sont au contraire dites complètes au sens où tout phénomène peut théoriquement être décrit en termes de causes et de lois physiques. La complétude « causale » (concernant la totalité des causes) et « nomologique » (concernant la totalité des lois) de la physique est ce qui justifie, pour le partisan du naturalisme réductionniste, que les descriptions que la physique nous donne du monde sont celles qui nous présentent le mieux comment sont « vraiment » les choses.
Toutefois, l'intérêt d'adopter cette attitude réductionniste reste un point très controversé à l'intérieur même du naturalisme, notamment pour les philosophes fonctionnalistes comme Jerry Fodor ou Hilary Putnam.

### Optimisme scientifique
Le naturalisme philosophique relève d'une attitude optimiste quant à la possibilité de connaître le monde. Bien qu'il soit parfois qualifié de « métaphysique », il ne faut pas entendre nécessairement par là une théorie spéculative portant sur un domaine d’être présumé existant au-delà du monde empirique, et par là-même inconnaissable, mais le développement de catégories générales qui cherchent à saisir la « réalité » du monde empirique. S'il existe bien pour le naturaliste un monde dont l'existence ne dépend pas de notre expérience, nous y avons toutefois accès sur le plan cognitif grâce aux sciences de la nature, et c'est la connaissance ainsi acquise qui nous permet de comprendre la nature même de notre expérience.
L'homme et l'univers entier sont donc susceptibles, en principe, d'être expliqués par les sciences de la nature. À la différence du matérialisme, le naturalisme est pour cette raison une conception plutôt méthodologique qu'ontologique. Il soutient qu'il n'y a pas de limite a priori à l'explication scientifique. Même s'il existe de fait des limites au développement scientifique à une époque donnée, rien n'exclut que la nature soit entièrement intelligible et il n'y a pas de limitations définitives à l'extension des connaissances scientifiques. Aussi, le naturalisme implique-t-il une forme d'optimisme scientifique associé à une conception « réductionniste » du savoir, double aspect du naturalisme qu'exposait déjà très bien Claude Bernard en 1865 dans le domaine de la biologie :

« Nous distinguons aujourd'hui trois ordres de propriétés manifestées dans les phénomènes des êtres vivants : propriétés physiques, propriétés chimiques et propriétés vitales. Cette dernière dénomination de propriétés vitales n'est elle-même que provisoire ; car nous appelons vitales les propriétés organiques que nous n'avons pas encore pu réduire à des considérations physico-chimiques ; mais il n'est pas douteux qu'on y arrivera un jour. »

## Naturalisme et philosophie de l'esprit
À partir du XVIIe siècle, avec le développement des sciences de la nature, un certain nombre de philosophes comme Descartes ou Spinoza ont proposé différentes manières de comprendre la place que l'esprit occupe dans le monde physique. Avec l'émergence dans les années 1950 de la philosophie de l'esprit, de nombreuses tentatives d'expliquer la vie mentale en termes de processus naturels ont été faites.
Une solution courante dans les années 1960 consistait à identifier les états psychologiques (perceptions, sensations, désirs, croyances, etc.) à des états ou processus neurophysiologiques du cerveau. Cette conception fortement naturaliste et réductionniste s'est fait connaître sous le nom de théorie de l'identité esprit-cerveau et a été défendue notamment par les philosophes Jack Smart et Ullin Place. Elle prétend que les neurosciences peuvent nous permettre de comprendre en quoi certaines structures et certains processus neurophysiologiques du cerveau s'apparentent pour nous à une vie mentale. On peut considérer que la plupart des neuro-scientifiques adhèrent explicitement ou tacitement à la théorie de l'identité esprit-cerveau (Jean-Pierre Changeux, António Damásio, Stanislas Dehaene, notamment, défendent cette position).
La théorie de l'identité esprit-cerveau fut largement critiquée dans les années 1960 et 1970 en raison de son incapacité à rendre compte de la réalisation multiple des phénomènes mentaux, qui peuvent être engendrés par une variété de mécanismes différents. Si, par exemple, nous pensons qu'un animal dépourvu des fibres nerveuses C du cortex sensitif (associées chez l'homme et les mammifères à la douleur) peut souffrir malgré tout, comme c'est le cas semble-t-il du poulpe ou d'autres invertébrés, alors il est faux d'affirmer que les concepts de douleur et de fibres C renvoient véritablement à la même chose. Cette critique de la théorie de l'identité a constitué un point d'accord pour rechercher d'autres solutions au problème corps-esprit dans un cadre naturaliste mais non-réductionniste. Parmi elles, le fonctionnalisme (Jerry Fodor, Hilary Putnam), le monisme anomal (Donald Davidson) et l'instrumentalisme (Daniel Dennett) constituent aujourd'hui des théories naturalistes de l'esprit auxquelles adhèrent un grand nombre de philosophes naturalistes qui n'adoptent pas l'attitude réductionniste.

## Naturalisme et éthique
Dans sa version radicale, le naturalisme refuse toute rupture épistémologique ou tout fossé logique infranchissable entre les faits naturels et les valeurs, celles-ci pouvant être expliquées naturellement. Toutefois, l'explication d'un fait n'en constitue pas la justification, et le naturalisme philosophique n'a pas de caractère prescriptif : il ne prétend pas dire ce qui doit être ou ce qui doit se faire. Les doctrines morales ou politiques qui tentent de se justifier à partir de thèses relevant du naturalisme (darwinisme social, eugénisme, certaines formes de l'écologisme) en constituent donc, en ce sens, des dérives.
Traditionnellement, le naturalisme philosophique penche pour l'utilitarisme ou l'hédonisme dans la mesure où il rejette tout principe moral ou politique transcendant (volonté divine, lois morales inconditionnelles, raison supérieure aux intérêts des individus). S'il existe une spécificité de l'éthique naturaliste, ce n'est pas dans une doctrine morale ou déontologique particulière qu'elle pourra apparaître, mais plutôt dans un certain rapport à l'éthique et à la politique, conçues toutes deux comme des stratégies complexes visant l'amélioration de la condition humaine.

#### En français
- Franz Brentano, Psychologie, du point de vue empirique (1874), trad. fr. De Gandillac M., Paris, Aubier, 1944.
- Jean-Pierre Changeux, L'homme neuronal, Paris, Fayard, 1983.
- Daniel Dennett, La Conscience expliquée (1991), trad. fr. Engel P., Paris, Odile Jacob, 1993.
- Fred Dretske, Naturalizing the Mind (1995), Cambridge (Massachusetts), MIT Press.
- Miguel Espinoza, Repenser le naturalisme, Paris, Éditions L'Harmattan, coll. « L'ouverture philosophique », 2014.
- David Hume, Traité de la nature humaine (1739).
- Pierre Jacob, L'intentionnalité : problèmes de philosophie de l'esprit, Paris, O. Jacob, 2004.
- Jaegwon Kim, L’Esprit dans un monde physique. Essai sur le problème corps-esprit et la causalité mentale (1996), trad. fr. Athané François et Guinet Éd., Paris, Syllepse, 2006.
- Elisabeth Pacherie, Naturaliser l’intentionnalité. Essai de philosophie de la psychologie, Paris, PUF, 1993.
- Jean Petitot, « La réorientation naturaliste de la phénoménologie », Archives de philosophie, no 58, p. 631-658, 1995.
- Daniel Pinkas, La Matérialité de l’esprit, Paris, La Découverte, 1995.
- Hilary Putnam, « La nature des états mentaux » in Fisette D. et Poirier P. (dir.), Philosophie de l’esprit. Psychologie du sens commun et sciences de l’esprit, Paris, Vrin, 2002, p. 269-287.
- Willard van Orman Quine, Epistemology naturalized (1969), trad. fr. Largeault J., La relativité de l'ontologie et autres essais, Paris, Aubier-Montaigne, 1977.
- Gilbert Ryle, La Notion d’esprit. Pour une critique des concepts mentaux (1949), trad. fr. Gillet S. Stern, Paris, Payot, 1978.
- John Searle, Le Mystère de la conscience ; suivi d’échanges avec Daniel C. Dennett et David J. Chalmers (1990), trad. fr. Tiercelin C., Paris, Odile Jacob, 1999.
- Baruch Spinoza, Éthique (1677).

#### En anglais
- Tom Clark, Encountering Naturalism - A Worldview and Its Uses, Center for Naturalism, 2007.
- David Papineau, Philosophical Naturalism, Oxford, Blackwell, 1993.

#### En allemand
- Hans Blumenberg: Naturalismus und Supranaturalismus. In: Religion in Geschichte und Gegenwart. 3. Auflage, hrsg. von Kurt Galling. Band 4. Tübingen 1960, Sp. 1332–1336.
- Bernd Goebel, Anna Maria Hauk, Gerhard Kruip (Hrsg.): Probleme des Naturalismus. mentis, Paderborn 2005,  (ISBN 3-89785-243-8). Sammelband zur Naturalismuskritik aus philosophischer Sicht
- Ludger Honnefelder, Matthias C. Schmidt (Hrsg.): Naturalismus als Paradigma. Wie weit reicht die naturwissenschaftliche Erklärung des Menschen? University Press, Berlin 2007,  (ISBN 978-3-940432-11-7). Verschiedene Beiträge auch zu konkreten Problemfeldern wie medizinischen Erklärungen
- Geert Keil, Herbert Schnädelbach (Hrsg.): Naturalismus. Philosophische Beiträge. Suhrkamp, Frankfurt 2000,  (ISBN 3-518-29050-9).  Aktueller Sammelband mit Beiträgen von Naturalisten und Antinaturalisten
- Christoph Lütge, Gerhard Vollmer (Hrsg.): Fakten statt Normen? Zur Rolle einzelwissenschaftlicher Argumente in einer naturalistischen Ethik. Nomos, Baden-Baden 2004,  (ISBN 3-8329-0939-7). Sammelband zur Naturalismusdiskussion in der Ethik
- Holm Tetens: Der gemäßigte Naturalismus der Wissenschaften. In: Geert Keil, Herbert Schnädelbach (Hrsg.): Naturalismus. Philosophische Beiträge. Suhrkamp, Frankfurt 2000,  (ISBN 3-518-29050-9), S. 273–288
- Gerhard Vollmer: Gretchenfragen an den Naturalisten. Alibri, Aschaffenburg 2013,  (ISBN 978-3-86569-204-7). Allgemeinverständliche Übersicht der grundlegenden Positionen des Naturalismus

#### Philosophes
- Baruch Spinoza
- Quine
- Daniel Dennett

#### Mouvements philosophiques
- Naturalisme moral
- Naturalisme social
- Matérialisme
- Physicalisme
- Mouvement des Brights
- Épistémologie évolutionniste
- Dystéléologie